# رالی ایتالیا ساردینیا ۲۰۲۳
رالی ایتالیا ساردینیا ۲۰۲۳ یک رویداد اتومبیل رانی برای اتومبیل‌های رالی بود که از ۱ ژوئن تا ۴ ژوئن ۲۰۲۳ در ایتالیا برگزار شد. این بیستمین دوره مسابقات رالی ایتالیا ساردنیا بود و ششمین دور از مسابقات رالی قهرمانی جهان ۳ ۲۰۲۳، مسابقات رالی قهرمانی جهان ۲ و رالی قهرمانی جهان ۳ بود. این رویداد همچنین سومین دور از مسابقات رالی قهرمانی جوانان جهان در سال ۲۰۲۳ نیر بود. این رویداد در البیا در استان ساساری برگزار شد و بیش از ۱۹ مرحله ویژه که مسافت رقابتی ۳۲۲٫۷۹ کیلومتر (۲۰۰٫۵۷ مایل) را پوشش می‌داد، برگزار شد.
اوت تاناک و مارتین جروئوجا برندگان سال گذشته این رالی بودند. هیوندای شل موبیلز دبلیوآرتی، تیمی که در سال ۲۰۲۲ برای آن رانندگی کردند، نیز برنده سازندگان بود. نیکولای گریازین و کنستانتین الکساندروف برندگان رالی در رده رالی۲ بودند. یان چرنی و توماش استرشکا مدافعان برد در رده رالی۳ بودند.
خدمه زیر وارد تجمع شدند. این رویداد برای خدمه‌هایی که در مسابقات رالی قهرمانی جهان، کلاس‌های پشتیبان آن، مسابقات رالی قهرمانی جهان ۲، مسابقات رالی قهرمانی جهان ۳، مسابقات رالی قهرمانی نوجوانان جهان و شرکت‌های خصوصی که برای کسب امتیاز در هیچ مسابقاتی ثبت نام نکرده بودند، آزاد بود. ۹ نفر تحت مقررات گروه رالی۱، سی و نه خدمه گروه رالی۲ در مسابقات قهرمانی رالی جهانی-۲ و نه خدمه رالی ۳ در مسابقات قهرمانی رالی-۳ جهان وارد شدند. در مجموع هشت خدمه برای شرکت در مسابقات رالی قهرمانی نوجوانان جهان ثبت نام کردند.

## فهرست ورودی
| شماره. | راننده           | نقشه‌خوان       | تیم                          | خودرو                   | وضعیت قهرمانی                   | تایر |
| ------ | ---------------- | -------------- | ---------------------------- | ----------------------- | ------------------------------- | ---- |
| 4      | اساپکا لاپی      | یان فرم        | هیوندای شل موبیلز دبلیوآرتی  | هیوندای آی۲۰ ان رالی۱   | Driver, Co-driver, Manufacturer | P    |
| 6      | دنی سوردو        | کاندیدو کاررا  | هیوندای شل موبیلز دبلیوآرتی  | هیوندای آی۲۰ ان رالی۱   | Driver, Co-driver, Manufacturer | P    |
| 7      | پیر لوئی لوبت    | نیکلاس گیلسول  | ام-اسپرت فورد دبلیوآرتی      | فورد پوما رالی۱         | Driver, Co-driver, Manufacturer | P    |
| 8      | اوت تاناک        | مارتین جروئوجا | ام-اسپرت فورد دبلیوآرتی      | فورد پوما رالی۱         | Driver, Co-driver, Manufacturer | P    |
| 11     | تیری نوویل       | مارتین ویدایگه | هیوندای شل موبیلز دبلیوآرتی  | هیوندای آی۲۰ ان رالی۱   | Driver, Co-driver, Manufacturer | P    |
| 17     | سباستین اوژیه    | وینسنت لندی    | تویوتا گازو ریسینگ دبلیوآرتی | تویوتا جی‌ار یاریس رالی۱ | Driver, Co-driver, Manufacturer | P    |
| 18     | تاکاموتو کاتسوتا | آرون جانستن    | تویوتا گازو ریسینگ دبلیوآرتی | تویوتا جی‌ار یاریس رالی۱ | Driver, Co-driver               | P    |
| 33     | الفین ایوانز     | اسکات مارتین   | تویوتا گازو ریسینگ دبلیوآرتی | تویوتا جی‌ار یاریس رالی۱ | Driver, Co-driver, Manufacturer | P    |
| 69     | کاله رووانپرا    | یون هالتونن    | تویوتا گازو ریسینگ دبلیوآرتی | تویوتا جی‌ار یاریس رالی۱ | Driver, Co-driver, Manufacturer | P    |